# Daniel Šarić
Daniel Šarić (født 4. august 1972 i Rijeka, Jugoslavien) er en kroatisk tidligere fodboldspiller (højre back).
Šarić spillede 30 kampe for Kroatiens landshold i perioden 1997-2002. Han var med i den kroatiske trup til VM 2002 i Sydkorea/Japan, og spillede alle landets tre kampe i turneringen, hvor holdet blev slået ud efter det indledende gruppespil.
På klubplan repræsenterede Šarić HNK Rijeka og Dinamo Zagreb i hjemlandet, Sporting Gijón i Spanien samt græske Panathinaikos.